# Diecezja Kakamega
Diecezja Kakamega (łac. Dioecesis Kakamegaensis) – diecezja rzymskokatolicka w Kenii. Powstała w 1978.

## Biskupi diecezjalni
- Philip Sulumeti (1978 – 2014)
- Joseph Obanyi Sagwe (od 2015)